# Justine Joli
Justine Joli, pravim imenm Seana Hawkins (St. Louis, Missouri, SAD, 16. srpnja 1980.), američka pornografska glumica i model. Radi i pod pseudonimima Swan, Hope i Swan Hope.

## Životopis
Odrasla je u St. Louisu, bavila se baletom od 3. do 15. godine. Na showu Howarda Sterna na Fox Newsu priznala je da su je u ranoj mladosti zlostavljala trojica muškraca, te da je od trinaeste bila na psihoterapiji.
U kasnim adolescentskim godinama odselila se s majkom u Los Angeles, gdje se zaposlila u Glendale galeriji. Tamo ju je zapazio modni agent i otvorio joj vrata porno industrije. U početku porno karijere često se nalazila na naslovniama muških časopisa poput Penthousea i Hustlera. Umjetničko ime Justine Joli uzela je prema junakinji markiza de Sadea Justini i francuskoj riječi za lijepa. Budući da je biseksualne orijentacije najčešće snima žensko-ženske seksualne odnose, a od 2007. isključivo snima lezbijske scene. Snimala je i filmove s BDSM tematikom, a priznala je da i u privatnom životu voli žestoki seks.